# Anna Hafsteinsson Östenberg
Anna Birgitta Hafsteinsson Östenberg, tidigare Östenberg och Nilsson, född 2 maj 1962 i Perstorp, är en svensk före detta friidrottare (diskuskastning) som tävlade för IFK Helsingborg. Hon är gift med tidigare diskuskastaren Vésteinn Hafsteinsson.